# Herb Trzciela
Herb Trzciela – jeden z symboli miasta Trzciel i gminy Trzciel w postaci herbu określony w statucie miasta 12 grudnia 2002 roku.

## Wygląd i symbolika
Herb przedstawia wizerunek Świętego Jerzego na białym koniu walczącego z zielonym smokiem na murach dwuwieżowego białego zamku położonego nad rzeką.
Symbolika herbu nawiązuje do legendy o grasującym smoku w okolicach miasta do XVII wieku. Rzeka symbolizuje Obrę nad którą leży miasto. 